# 聯合國安全理事會第711號決議
聯合國安全理事會第711號決議，於1991年9月12日無需表決即通過。在審議立陶宛共和國加入聯合國的申請後，安全理事會建議大會接納立陶宛為會員國。
同日，安理會還通過了針對愛沙尼亞的第709號決議，以及針對拉脫維亞的第710號決議。自1945年以來，這三個波羅的海國家一直是蘇聯的加盟共和國。1990年，它們宣告獨立，而聯合國的這些決議則成為國際社會對其獨立主張的重要承認。這些決議是在莫斯科「八月政變」之後通過的，而該政變則加速了蘇聯的解體。
1991年9月17日，大會依據第46/6號決議，接納立陶宛為會員國。

## 外部連結
- Undocs.org上的決議文本（英文）